# Wragby
Wragby est une ville et une paroisse civile du Lincolnshire, en Angleterre.